# Agostinho Pimenta

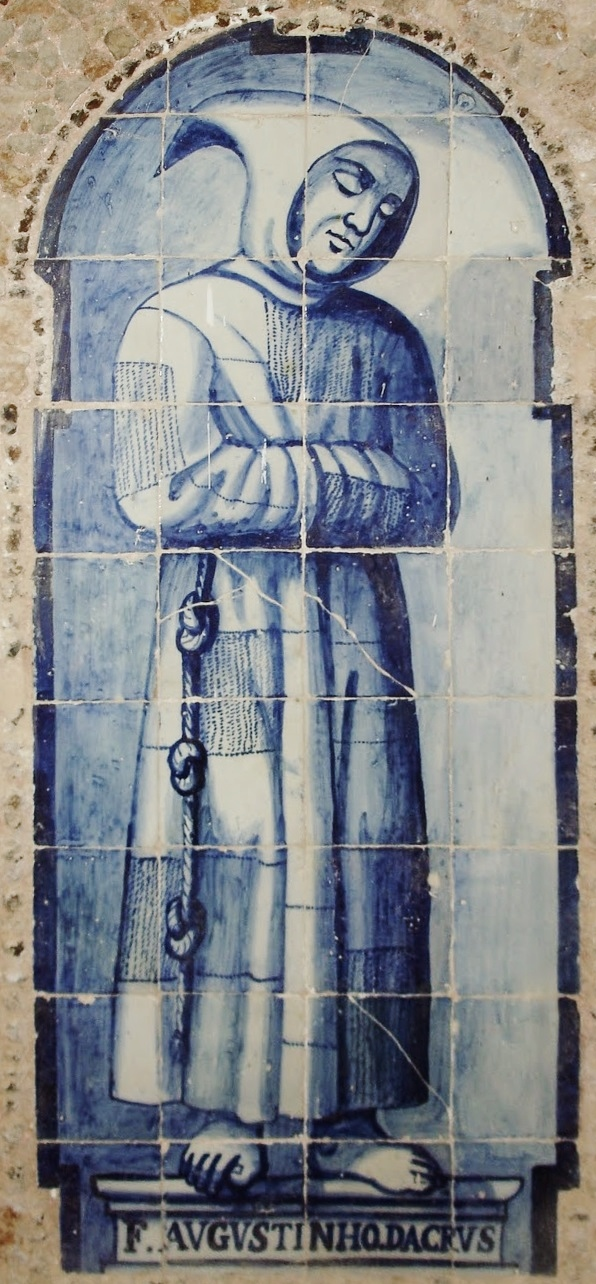
Agostinho da Cruz

Agostinho Pimenta, conocido por su seudónimo Agostinho da Cruz (Ponte da Barca, 1540 - Setúbal, 1619) fue un fraile y poeta portugués.
A los veinte años ingresó en la Orden de los Hermanos Menores Capuchinos, y su vida transcurrió en el Convento dos Capuchos de Sintra, en el Convento de Ribamar de Lourinhã y en el Convento de Nossa Senhora da Arrábida, donde permaneció veinte años.
Agostinho Pimenta, hermano del poeta Diogo Bernardes, escribió principalmente elegías y sonetos. Las obra de este poeta no se publicaron hasta el siglo XVIII, cuando en 1771 se publicó un volumen con sus Obras.
- Datos: Q395530
- Multimedia: Agostinho da Cruz / Q395530